# 酸化的リン酸化
酸化的リン酸化（さんかてきリンさんか、oxidative phosphorylation）とは、電子伝達系に共役して起こる一連のリン酸化（ATP合成）反応を指す。細胞内で起こる呼吸に関連した現象で、高エネルギー化合物のATPを産生する回路の一つ。好気性生物における、エネルギーを産生するための代謝の頂点といわれ、糖質、脂質、アミノ酸などの代謝がこの反応に収束する。
反応の概要は、NADHやFADHといった補酵素の酸化と、それによる酸素分子（O2）の水分子（H2O）への還元である。反応式は
{\displaystyle {\ce {{ADP}+{P_{i}}+H^{+}->{ATP}+H2O\ ,}}} {\displaystyle \Delta G^{\circ }={\mbox{+ 30.5 kJ mol}}^{-1}}
であり、ATPシンターゼによって触媒される。ミトコンドリアの膜間腔とマトリックスの間に生じた水素イオンの濃度勾配のエネルギーを使って、ATP合成酵素によってADPをリン酸化してATPができる。
真核細胞内のミトコンドリア内膜の他に、原核細胞の形質膜にも見られる反応でもある。ミッチェルの提唱した化学浸透圧説での反応機構が最も有力で、次に仮説されたように、電子伝達系によって膜の内外にプロトンの電気化学ポテンシャル差が形成され、これを利用してATP合成酵素（F0F1）が駆動し直接ATPを合成するとされる。脱共役剤は電子伝達系の反応とATP合成の反応の共役を阻害するもので、これを添加することにより電子伝達系が行われても酸化的リン酸化はおこらない。またミトコンドリア内在性で同様の脱共役効果を生理的に発生するものとして脱共役タンパク質がある。